# Тома Бинчев
Тома Тодоров Бинчев е български поет, детски писател, журналист и издател.

## Биография
Роден е на 22 август 1946 г. в Бургас. Завършва българска филология и философия в СУ „Св. Климент Охридски“.
В продължение на 8 г. работи като журналист в културния отдел на в. „Черноморски фронт“ в гр. Бургас, където завежда поезията в културния отдел на вестника. В годините, когато работи във вестника, той открива, привлича и спомага за изявата на млади таланти.
Основава и ръководи литературен клуб, в който участват Петя Дубарова, Димитрина Баева, Росен Друмев и др.
Живее в Бургас до 1984 г, а после се премества в София. Дълги години е уредник на Националния литературен музей – Къща музей „П. К. Яворов“. Работи и като редактор към Студия за игрални филми „Бояна“, днес „Ню Бояна Филм Студиос“.
Автор на текста на една от първите български късометражни анимации реализирана в екип с режисьора и аниматор Румен Петков – „Архипелаг“.
Съавтор на десетия буквар на „Просвета“ – „Моят буквар. Пчелица“, който излиза от печат през 2002 и се използва до 2016 г. Автори: Тодорка Владимирова, Станка Вълкова, Тома Бинчев, Тодорка Бановска.
Член на журито на конкурса „Яворови дни“ през 1995 г. и 2000 г.
Неколкократен председател е на конкурса „Петя Дубарова“.
Семеен, има син и дъщеря.
Тома Бинчев умира внезапно на 23 ноември 2013 г. в София.

## Творчество
Негови стихотворения са публикувани за първи път в „Черноморски фронт“, когато е на 12 години, а по-късно и в сп. „Родна реч“. Литературните му заложби са забелязани от Христо Фотев, който го завежда в тогавашния литературния кръжок „Атанас Манчев“ към читалище „Пробуда“.
От неговите поетични книги за възрастни най-емблематични са „Думите“, „Открито море“, „Свободни сонети“, „Часът“, „Морето в синьо“ (двуезично английско-българско издание), както и последната му книга „Морето“.
Автор и редактор на редица антологии, сред тях първата антология на сонета в България.
Автор е на над 20 книги и помагала за деца в началния образователене курс, сред които: „Кокошка с брошка“ (1992), „Кит немит“ (1995), „Цифрите и весели стихотворения“ (1997), „Водно колело“ (1997), „Буквите и весели стихотворения“ (1998), „Гатанки от дивата гора“ (1998), „Гатанки от топлите страни“ (1998), „Гъбки без зъбки“ (1998), „Български народни гатанки“ (1999), „Български пословици и поговорки“ (1999), „Жадни рибки“ (2000), ”Книга за буквите“(2000), „Пеперудочудо“ (2001), „Слънчогледова къща“ (2006), „Книга за цифрите“ (2006), „Гатанки“ (2007), „Книга за буквите“ (2007), „Български календар – празници любими“ (2008) и др.
Текстове на Тома Бинчев са вдъхновили композиторите Георги Джилянов („Водолаз“, в изпълнение на „Сладкопойна чучулига) и Вячеслав Кушев („Мое детство“ в изпълнение на „Теодора Недева“ и „Морски рефрен“), Владимир Джамбазов („Чавче“, в изпълнение на „Сладкопойна чучулига“), Любомир Денев („Морето е живо“, в изпълнение на „Сладкопойна чучулига“, „Цвете“, „Люта чушка“, „Бухал“), БНР – Кристиян Бояджиев („Октопод“ и „Жадни рибки“), Димитър Констанцалиев („Раче“), „Лакома коза“, за да ги претворят в песни. Песента „Вечер“ е записана от Детския радиохор с дир. Христо Недялков в рамките на „Посланици на европейската култура“ и се изпълнява в Япония.

### Поезия
- „Думите“ (1979),
- „Открито море“ (1987),
- „Часът“ (1994),
- „Свободни сонети“ (1997),
- „Морето в синьо“ (Двуезично английско-българско издание, 2000),
- „Морето“ (2006)

### За деца[7]
- Буквите и весели стихотворения
- Гатанки 1
- Гатанки 2
- Гатанки от дивата гора
- Гатанки от топлите страни
- Гъбки без зъбки
- Жадни рибки
- Златна книга за децата
- Кит немит
- Книга за цифрите
- Пеперудо чудо
- Приятели от дивата гора
- Приятели от топлите страни
- Пръв приятел на Буквара
- Моята първа читанка „Пчелица“ 1
- Слънчогледова къща

## Обществена дейност
Бинчев представя България на авторитетни международни форуми като „Стружки вечери на поезията“ в Македония и литературните празници „Кортеа ди арджес“ (Curtea de Argeș) в Румъния. Гостува на литературни клубове в страната, участва в множество срещи с ученици и ги поощрява да четат (например в рамките на Национален фестивал на детската книга в Сливен.
Книгата му „Водно колело“ влиза в библиотеката на най-малките на българското движение „Син флаг“ и спомага за спечелването на първия зелен флаг за България за начално базово училище „Михаил Лъкатник“ Бургас.
През 1997 г. Тома Бинчев основава издателство „Август“, специализирано в издаването и популяризирането на класическата и съвременна художествена литература за деца.
Член на Съюза на българските писатели. Член на Сдружение на българските писатели. Член на Кабинет на младите писатели „Димчо Дебелянов“ към Национален студентски дом, ръководен от литературния критик и ментор Георги Черняков. Член на Съюза на българските журналисти. Почетен гражданин на Бургас.

## Признание и награди
Текстове за неговото творчество са публикували редица писатели и литературоведи като Христо Фотев, Иван Цанев, Иван Теофилов, Вихрен Чернокожев, Михаил Неделчев, Георги Цанков, Мария Атанасова, Никола Иванов, Петър Стефанов, Станимир Георгиев, Михаил Янев, Катя Зографова, Евгени Апостолов, Владо Даверов.
Тома Бинчев е отличен с няколко награди за текст на Националния конкурс за детска песен „Сладкопойна чучулига“.
Получава диплом от Съюза на българските композитори за нова българска песен – за песента „Вечер“, муз. Любомир Денев, изпълнена от детски хор „Дунавски Вълни“ към ОБДЦКИ, Русе.
През 1996 г. печели втора награда, а през 1998 г. първа награда на конкурса „Яворови дни“.
През 2005 г. става носител на националната награда „Петко Р. Славейков“ за цялостен принос към българската литература.
Носител е на наградата за детска литература „Стоян_Дринов“ Панагюрище.
През 2008 г. става първият отличен с пластиката „Златно перо“ и получил наградата „Христо Фотев“ за стихосбирката „Морето“.